# L'orca assassina
L'orca assassina (Orca) è un film del 1977 diretto da Michael Anderson.
Prodotto da Dino De Laurentiis, è parzialmente ispirato all'omonimo romanzo di Arthur Herzog. Il film inizialmente fu male accolto da critica e pubblico, ed ebbe poco successo anche a causa della somiglianza con il film Lo squalo di Steven Spielberg, uscito solo due anni prima.
Tuttavia, negli anni successivi, la pellicola è stata rivalutata positivamente dalla critica ed è divenuta un fenomeno di culto attraverso la nicchia del sottogenere della categoria horror. Richard Harris apprezzò molto la sua esperienza durante le riprese, e difese il film da ogni paragone fatto con Lo squalo.

## Trama
Il capitano Nolan è un pescatore della Nuova Scozia di origini irlandesi che cattura e rivende fauna acquatica agli acquari per poter pagare l'ipoteca sulla sua barca e tornare in Irlanda. Un giorno, durante una caccia ad uno squalo bianco, trovano Ken, un biologo marino, che viene preso di mira dal pesce ma l'intervento di una grossa orca impedisce la tragedia uccidendo lo squalo. Quest'evento vede Nolan disinteressarsi dal catturare un semplice squalo e concentrarsi sulla cattura di un'orca. Durante la caccia ad un esemplare maschio, Nolan arpiona erroneamente un esemplare femmina che, una volta issata a bordo, ha un violento aborto sotto gli occhi inorriditi dell'equipaggio mentre il suo compagno maschio, la vittima predesignata dal capitano, urla in preda alla furia e alla disperazione per l'accaduto.
Il maschio cerca subito vendetta cercando di affondare l'imbarcazione ma il marinaio Novak taglia la cima a cui è appesa la femmina che ricade in acqua calmando, apparentemente, le ire del maschio, che poi però ucciderà l'uomo. Il mattino seguente, l'orca, ancora visibilmente affranta e colma di rabbia, riporta lentamente il corpo senza vita della sua compagna sulla riva del mare. Rachel Bedford, una cetologa marina, ritrova il cadavere dell'orca e rimprovera Nolan per la sua azione imperdonabile. Il capitano, dapprima noncurante, finisce per riconoscere le proprie responsabilità.
Il problema è ben lungi dall'essere risolto, in quanto gli abitanti del luogo sostengono che l'orca stia perlustrando le acque del porto alla ricerca di Nolan e che ciò stia comportando un inusuale flusso migratorio dei pesci verso altre acque. In un palese gesto di sfida, l'orca affonda tutte le barche del porto in pieno giorno e, la notte seguente, taglia le riserve di carburante distruggendo le cisterne vicine al molo.
Rachel va a trovare Nolan spiegandogli che le orche sono molto simili all'uomo e consigliandogli di mettersi nei panni del cetaceo. In effetti, Nolan è legato all'orca da un destino comune; anch'egli perse sua moglie incinta per colpa di un incidente stradale causato da un ubriaco. Detto ciò, Nolan giura che non avrebbe cercato di combattere l'orca, ma un improvviso attacco alla casa da parte del cetaceo cambia tutto. Nell'attacco, Annie, un membro dell'equipaggio costretta ad utilizzare le stampelle per una gamba rotta, viene orrendamente mutilata dall'orca, che le amputa la gamba rotta con un morso. La risposta di Nolan è inequivocabile: "Hai vinto tu! Vuoi la vendetta? L'avrai!"
Il giorno dopo, Nolan, il suo equipaggio, la dottoressa Bedford e Umilak, un Mi'kmaq assunto per la sua conoscenza ancestrale sulle orche, inseguono l'orca dopo che essa stessa fa segnale al capitano di seguirla. Il mammifero intende liberarsi di tutti e comincia con Ken, ucciso mentre si trova sulla passerella esterna dell'imbarcazione. Giunti allo Stretto di Belle Isle, l'orca elimina un altro membro dell'equipaggio, Paul, compagno della mutilata Annie. Gli attacchi si fermano fino all'alba del giorno seguente, quando l'animale spinge un iceberg contro la fiancata della barca, che inizia ad affondare. Poco dopo aver lanciato l'SOS di soccorso, Umilak muore schiacciato sotto un'enorme quantità di ghiaccio.
Nolan riesce ad arpionare l'orca, ma non a replicare l'attacco in quanto la barca è ormai affondata. Saltato su un iceberg insieme alla dottoressa Bedford, il capitano cerca di fermare l'orca a colpi di fucile ma l'animale lo fa scivolare in acqua per poi sbatterlo su un iceberg con un colpo di coda violentissimo. Nolan muore. La dottoressa Bedford, impietrita dall'accaduto, viene risparmiata e aspetta i soccorsi.

## Produzione
Allo sceneggiatore Luciano Vincenzoni fu chiesto da De Laurentiis un soggetto per un film. Dopo il grande successo di Lo squalo, De Laurentiis lo incaricò di "trovare un pesce più duro e terribile dello squalo bianco". Avendo poca conoscenza della fauna marina, Vincenzoni fu indirizzato alle orche marine da suo fratello Adriano, appassionato di zoologia.
Le riprese si svolsero in gran parte nella provincia di Newfoundland e nelle coste del Labrador durante la stagione di pesca. La maggior parte delle riprese si svolsero nella città di Petty Harbor, a circa 15 chilometri a sud della capitale di St. John. L'orca usata per le riprese era un esemplare addestrato, proveniente dall'acquario di San Francisco. Furono usate anche orche artificiali di gomma. Lo squalo usato all'inizio del film fu catturato dal noto pescatore di squali Ron Taylor. Richard Harris insistette nel fare da sé le scene acrobatiche nelle sequenze ambientate nei ghiacci, senza l'ausilio di un vero stuntman, rischiando di morire diverse volte. Per il film fu stimato un budget di 6 milioni di dollari.